# Vergada
Vergada (in croato: Vrgada) è un'isola della Croazia situata nel mare Adriatico a sud-est dell'isola di Pasman, tra Pasman e Morter; fa parte dell'arcipelago zaratino. Amministrativamente appartiene al comune di Poschiane, nella regione zaratina. Il piccolo villaggio di Vergada contava 249 abitanti nel 2011.

## Geografia
Vergada si trova a circa 4 km dalla costa dalmata, separata dal canale di Vergada (Vrgadski kanal), a sud-ovest si affaccia sul mare di Morter (Murtersko more). È lunga circa 2,8 km, dalla sua punta nord-occidentale (rt Glavčina) a punta Gragne (rt Kranje) a sud-est. Ha una superficie di 2,32 km² e uno sviluppo costiero di 9,188 km. Le due alture maggiori, a est, sono i monti Strablinovag (Strabinovac) e Kutinjak, rispettivamente di 113 e 114 m. L'isola ha una forma irregolare con una baia che si apre a nord: la valle Sant'Andrea (uvala Sv. Andreija), il porto di Vergada (Luka) a nord-est e la piccola valle Gragne (uvala Kranje) a sud-est. L'isola è circondata da vari scogli.
Nel 1682 il Doge Luigi Contarini in nome e per conto della Repubblica di Venezia dietro l'esborso fatto al magistrato dei feudi il 16 settembre 1682 la cedette in feudo nobile retto e gentile in linea mascolina a Francesco Damiani ovvero ai Conti Damiani di Vergada che ne cognomizzarono il predicato divenendo Damiani conti di Vergada o Damiani di Vergada.
I Damiani Conti di Vergada edificarono sull'isola quello che venne poi considerato uno tra i più belli esempi di dimore nobiliari venete della Dalmazia, di cui oggi rimangono soltanto le vestigia esterne: un esempio ricordato e descritto anche nell'isolario Veneto, importante opera cartografica, del famoso cartografo Padre Vincenzo Coronelli di cui Francesco Damiani Conte di Vergada, noto matematico e suo precettore, era grande amico. (Vincenzo Coronelli, "Isolario dell'Atlante Veneto", Venezia, 1696, Tomo 1, pag.150; Vincenzo Coronelli, "Biblioteca Universale Sacro-profana antico-moderna", in Venezia, Antonio Tiviani, 1701, Tomo primo, A-Ae, colonna 1583).

### Isole adiacenti

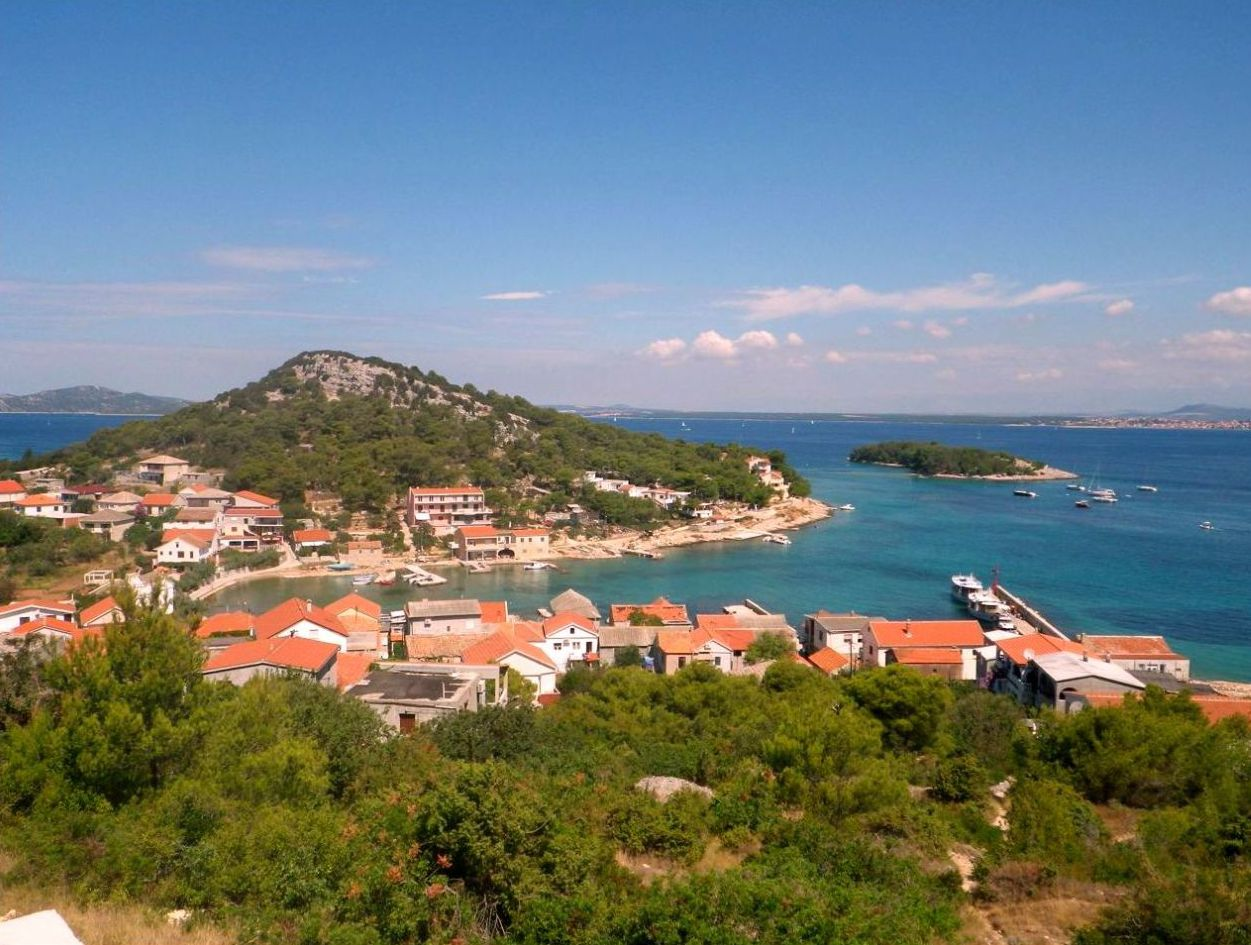
Il villaggio di Vergada e l'isolotto Artina

- Cossina (Kozina), a nord.
- Scoglio Petroso[5] o secca Camicich[9] (Kamičić), scoglio a est di Cossina con un'area di 963 m²[10], alto 4 m[2], situato a nord di valle Sant'Andrea 43°52′04″N 15°29′29″E.
- Artine (Artina), a nord del villaggio di Vergada e del suo porto.
- Arta Grande, a est.
- Gli Scogli[5][9] o Scoglietti[14] a sud di valle Gragne:
  - Školjić Veli (370 m circa a sud-est), isolotto con una superficie di 0,03 km²[10], uno sviluppo costiero di 675 m[10] e l'altezza di 25 m[2], 43°50′30″N 15°30′45″E;
  - Školjić Mali, a circa 900 m[2] da punta Gragne; ha una superficie di 0,012 km²[10], uno sviluppo costiero di 424 m[10] e l'altezza di 20 m[2] 43°50′22″N 15°31′04″E.
- Morvegne (Murvenjak).
- Oblig[5] o Oblich[9][14][15] (Oblik), isolotto lungo circa 380 m e con un'altezza di 26 m[2]; ha un'area di 0,074 km²[10], la costa lunga 1 km[10]. Si trova a sud a circa 700 m[2] 43°50′16″N 15°30′20″E.
- Scoglio Camnich[9] (Kamičić), scoglio con un'area di 1200 m²[10], alto 3 m[2]; a 200 m[2] dalla costa meridionale, tra Vergada e Obrovagno 43°50′37″N 15°30′06″E.
- Obrovagno[5] o Obrovagn[9][14][15] (Obrovanj), misura 270 m di lunghezza, ha un'area di 0,04 km²[10], la costa lunga 751 m[10] ed è alto 10,2 m[2]. Si trova a sud a circa 350 m dalla costa 43°50′30″N 15°29′53″E.
- Rachita[5][9][14] (Rakita), scoglio rotondo (70 m circa di diametro[2]) a nord-ovest di Obrovagno; ha un'area di 0,004 km²[10] e la costa lunga 232 m[10] 43°50′37″N 15°29′44″E.
- Sebinata (Šipnata), a 600 m dalla costa di Vergada in direzione sud-ovest.
- Obun (Obun), 2 km circa[2] ad ovest e 1 km a sud-est di Gangaro.

### Flora
L'isola è ricoperta da foreste di pini e parzialmente coltivata a ulivi e viti.

## Storia
Nota con il nome latino di Lumbricata, l'isola è stata menzionata da Costantino VII Porfirogenito nel Medioevo come importante punto di monitoraggio dell'Adriatico con il nome di Lumbrikaton. Il nome ha subito varie modifiche sino a diventare La Vergada con i Veneziani. Sul colle Gradina, che domina il villaggio, si trovano le rovine di una fortezza medioevale che le ha dato il nome. I Damiani Conti di Vergada edificarono sull'isola quello che venne poi considerato uno tra i più begli esempi di dimore nobiliari venete della Dalmazia, di cui oggi rimangono soltanto le vestigia esterne: un esempio ricordato e descritto anche nell'isolario Veneto, importante opera cartografica, del famoso cartografo Padre Vincenzo Coronelli di cui Francesco Damiani Conte di Vergada, noto matematico e suo precettore, era grande amico (Vincenzo Coronelli, "Isolario dell'Atlante Veneto", Venezia, 1696, Tomo 1, pag.150; Vincenzo Coronelli, "Biblioteca Universale Sacro-profana antico-moderna", in Venezia, Antonio Tiviani, 1701, Tomo primo, A-Ae, colonna (pag.) 1583) .

### Cartografia
- (HR) Mappa topografica della Croazia 1:25000, su preglednik.arkod.hr. URL consultato il 27 febbraio 2017.
- G. Giani, Carta prospettiva delle Comuni censuarie della Dalmazia, foglio 6, 1839. Fondo Miscellanea cartografica catastale, Archivio di Stato di Trieste.
- Carta di cabottaggio del mare Adriatico, foglio VII, Milano, Istituto geografico militare, 1822-1824. URL consultato il 27 febbraio 2017 (archiviato dall'url originale il 13 aprile 2013).